# Episodi di Investigatore offresi (quarta stagione)
La quarta stagione della serie televisiva Investigatore offresi è stata trasmessa in anteprima nel Regno Unito dalla Independent Television tra il 30 luglio 1969 e il 10 settembre 1969.
| nº | Titolo originale         | Titolo italiano | Prima TV UK       | Prima TV Italia |
| -- | ------------------------ | --------------- | ----------------- | --------------- |
| 1  | Welcome to Brighton?     |                 | 30 luglio 1969    |                 |
| 2  | Divide and Conquer       |                 | 6 agosto 1969     |                 |
| 3  | Paid in Full             |                 | 13 agosto 1969    |                 |
| 4  | My Life's My Own         |                 | 20 agosto 1969    |                 |
| 5  | Case for the Defence     |                 | 27 agosto 1969    |                 |
| 6  | The Comedian's Graveyard |                 | 3 settembre 1969  |                 |
| 7  | A Fixed Address          |                 | 10 settembre 1969 |                 |